# Ischnopopillia robustipes
Ischnopopillia robustipes är en skalbaggsart som beskrevs av Lin 1981. Ischnopopillia robustipes ingår i släktet Ischnopopillia och familjen Rutelidae. Inga underarter finns listade i Catalogue of Life.